# 人民路街道 (海口市)
人民路街道是中国海南省海口市美兰区下辖的一个街道。成立于1989年，辖区位于海甸岛西侧，东至人民大道，南及海甸溪，西、北两面临海，面积约8平方公里，常住人口65299人，其中大中专院校学生近2万人，流动人口约1万人。

## 行政区划
人民路街道目前下辖6个社区
- 银甸社区
- 捕捞社区
- 邦墩社区
- 拦海社区
- 新利社区
- 万福社区